# ميلبا فيليبس
كانت ميلبا نيويل فيليبس (1 فبراير 1907-8 نوفمبر 2004) عالمة فيزياء أمريكية ومعلمة علوم رائدة. كانت من أوائل طلاب الدكتوراه تحت إشراف جيه. روبرت أوبنهايمر في جامعة كاليفورنيا، بيركلي، حيث حصلت على درجة الدكتوراه عام 1933، حين كان عدد قليل من النساء يعملن في مجال العلوم. في عام 1935 نشر أوبنهايمر وفيليبس وصفهم لعملية أوبنهايمر فيليبس، وهي مساهمة مبكرة في الفيزياء النووية فسرت سلوك نوى ذرات الهيدروجين المشعة المتسارعة. اشتهرت فيليبس برفضها التعاون مع تحقيق اللجنة القضائية الفرعية التابعة للكونجرس الأمريكي بشأن الأمن الداخلي خلال حقبة مكارثي ما أدى إلى فصلها من منصبها في كلية بروكلين، حيث عملت أستاذةً للعلوم بيت عامي 1938 و1952. اعتذرت الكلية علنًا وشخصيًا لفيليبس في عام 1987.
درّست فيليبس أيضًا في جامعة مينيسوتا (بين عامي 1941 و1944) وعملت كمديرة مشاركة لمعهد تدريب المعلمين في جامعة واشنطن (بين عامي 1957 و1962) في سانت لويس، ميسوري، قبل انضمامها إلى هيئة التدريس في قسم الفيزياء في جامعة شيكاغو (حيث عملت بين عامي 1962 و1972). خلال سنوات تقاعدها، كانت فيليبس أستاذةً زائرة في جامعة ستوني بروك (بين عامي 1972 و1975) ودرّست في جامعة العلوم والتكنولوجيا الصينية، الأكاديمية الصينية للعلوم (1980)، في بكين. كانت فيليبس عضوةً في الجمعية الفيزيائية الأمريكية والرابطة الأمريكية لتقدم العلوم (إيه إيه بّي تي). بالإضافة لعملها كمدرسة، شاركت فيليبس في تأليف كتب علمية، وكانت نشطةً في الرابطة الأمريكية لمعلمي الفيزياء. في عام 1981، خصصت إيه إيه بّي تي ميدالية ميلبا نيويل فيليبس لتقدير الخدمة المتميزة في المنظمة.

## بداية حياتها وتعليمها
وُلدت ميلبا فيليبس في 1 فبراير 1907، بالقرب من هازلتون، في مقاطعة جيبسون، إنديانا.
تخرجت فيليبس من مدرسة يونيون الثانوية في عام 1922، في سن الخامسة عشرة. أرادت فيليبس أن تصبح معلمة، ما دفعها لدراسة الرياضيات في كلية أوكلاند سيتي في إنديانا، حيث حصلت على درجة البكالوريوس في الآداب في عام 1926. بعد ذلك، درّست فيليبس في مدرستها الثانوية السابقة لمدة عامين قبل إكمالها دراساتها العليا.
حصلت فيليبس على درجة الماجستير في الفيزياء من كلية باتل كريك في ميشيغان عام 1928 ودرجة الدكتوراه في الفيزياء من جامعة كاليفورنيا، بيركلي في عام 1933. كانت واحدة من أوائل طلاب الدكتوراه لجيه. روبرت أوبنهايمر، الذي أصبح فيما بعد الرئيس العلمي لمشروع مانهاتن لتطوير القنبلة الذرية. في عام 1935، نشر أوبنهايمر وفيليبس وصفهما لعملية أوبنهايمر فيليبس، التي شرحت سلوك نوى ذرات «الهيدروجين الثقيل» المشعة المتسارعة. كان تأثير أوبنهايمر فيليبس أحد أوائل المساهمات في الفيزياء النووية.

## حياتها المهنية
في فترة عمل فيها عدد قليل من النساء في مجال العلوم، أصبحت فيليبس معلمة علوم رائدة وأمضت معظم حياتها المهنية كأستاذة للفيزياء.
بدأت فيليبس التدريس خلال فترة الكساد الكبير. في البداية، شغلت مناصب مؤقتة بدوام جزئي في كلية باتل كريك (بين عامي 1928 و1930) وكلية كونيتيكت للنساء (بين عامي 1937 و1939). حصلت فيليبس أيضًا على زمالات ما بعد الدكتوراه في جامعة كاليفورنيا وكلية برين ماور. في أوائل عام 1936، أعلنت الجمعية الأمريكية للنساء الجامعيات حصول فيليبس على جائزة مارغريت إي مالتبي، وكانت من ضمن النساء الست اللواتي حصلن على زمالات بحثية للعام الدراسي 1936/1937. ركز بحث فيليبس على تطبيق ميكانيكا الكم لدراسة الفيزياء النووية. قبل قبولها منصبًا تدريسيًا بدوام كامل في كلية بروكلين في عام 1938، عملت فيليبس في معهد الدراسات المتقدمة في برينستون، نيو جيرسي.
باستثناء ثلاث سنوات خلال الحرب العالمية الثانية، عندما كانت تدرّس في جامعة مينيسوتا (بين عامي 1941 و1944)، أمضت فيليبس أكثر من عقد كأستاذة للفيزياء في كلية بروكلين (بين عامي 1938 و1952). كما أجرت بحثًا بدوام جزئي في مختبر الإشعاع في جامعة كولومبيا. في عام 1945، أثناء تدريسها في كلية بروكلين، شاركت فيليبس في تنظيم اتحاد العلماء الأمريكيين في اجتماع عُقد في العاصمة واشنطن.
في عام 1952، استُدعيت فيليبس للمثول أمام لجنة مكاران، التي كانت لجنة قضائية فرعية تحقق في الأمن الداخلي في عهد مكارثي. على الرغم من أن فيليبس شاركت في جلسة استماع اللجنة الفرعية في نيويورك ووافقت على الإجابة على الأسئلة المتعلقة بعملها كعالمة ومعلمة فيزياء، فقد مارست حقها بالصمت وفقًا للتعديل الدستوري الخامس عند سؤالها عن مواضيع أخرى، بما في ذلك أسئلةً حول ما إذا كانت عضوةً في الحزب الشيوعي. نتيجة رفضها التعاون مع اللجنة من ناحية المبدأ، فُصلت فيليبس من منصبها كأستاذة في كلية بروكلين ومن منصبها بدوام جزئي في مختبر الإشعاع في جامعة كولومبيا. بقيت فيليبس عاطلةً عن العمل كأستاذة جامعية لمدة خمس سنوات.
بينما كانت عاطلةً عن العمل، عاشت فيليبس على مدخراتها المتواضعة وشاركت في تأليف كتابين في العلوم: مبادئ العلوم الفيزيائية (1957)، مع فرانسيس بونر، والكهرباء والمغناطيسية الكلاسيكية (1955)، مع وولفجانج كيه. إتش. بانوفسكي. أصبح هذين الكتابين مشهورين في دورات العلوم الجامعية.
عادت فيليبس إلى التدريس في عام 1957، عندما أصبحت مديرةً مشاركة لمعهد تدريب المعلمين في جامعة واشنطن. ظلت فيليبس في سانت لويس حتى عام 1962، عندما انضمت إلى هيئة التدريس في قسم الفيزياء في جامعة شيكاغو. تحت إشرافها، بدأت الجامعة في تدريس مقررات في العلوم الفيزيائية للتخصصات غير العلمية. كما أدخلت التجارب العلمية في المناهج الدراسية. تقاعدت فيليبس كأستاذة فخرية من جامعة شيكاغو عام 1972، لكنها استمرت في التدريس في أماكن أخرى.
كانت فيليبس نشطة في الجمعية الأمريكية لمدرسي الفيزياء طوال حياتها المهنية. أصبحت عضوًا في إيه إيه بّي تي في عام 1943 وشغلت منصب أول رئيسة للمنظمة (بين عامي 1966 و1967). كما شاركت في تحرير التاريخ الرسمي للمنظمة. بالإضافة إلى ذلك، عملت فيليبس في لجنة الفيزياء الجامعية (بين عامي 1960 و1968) وفي المجلس الاستشاري لمجموعة دراسة الرياضيات (بين عامي 1964 و1967). تكريمًا لخدمتها في تعليم العلوم، انتُخبت فيليبس عضوةً في الجمعية الفيزيائية الأمريكية والجمعية الأمريكية لتقدم العلوم.